# Omorto
Omorto (també conegut com a Omortoh) és un petit poble que està situat a Kombo Est, un districte de Gàmbia. L'any 2013 tenia 698 habitants, dels quals 345 eren homes (49.5%) i 353 eren dones (50.5%). Es troba just a la frontera amb Senegal.